# Indischer Wolf
Der Indische Wolf (Canis lupus pallipes) ist eine Unterart des Wolfes. Neuere genetische Studien deuten allerdings darauf hin, dass der Indische Wolf ebenso wie der Tibetische Wolf keine Unterart des Wolfs, sondern eine eigenständige Art darstellen könnte.

## Merkmale

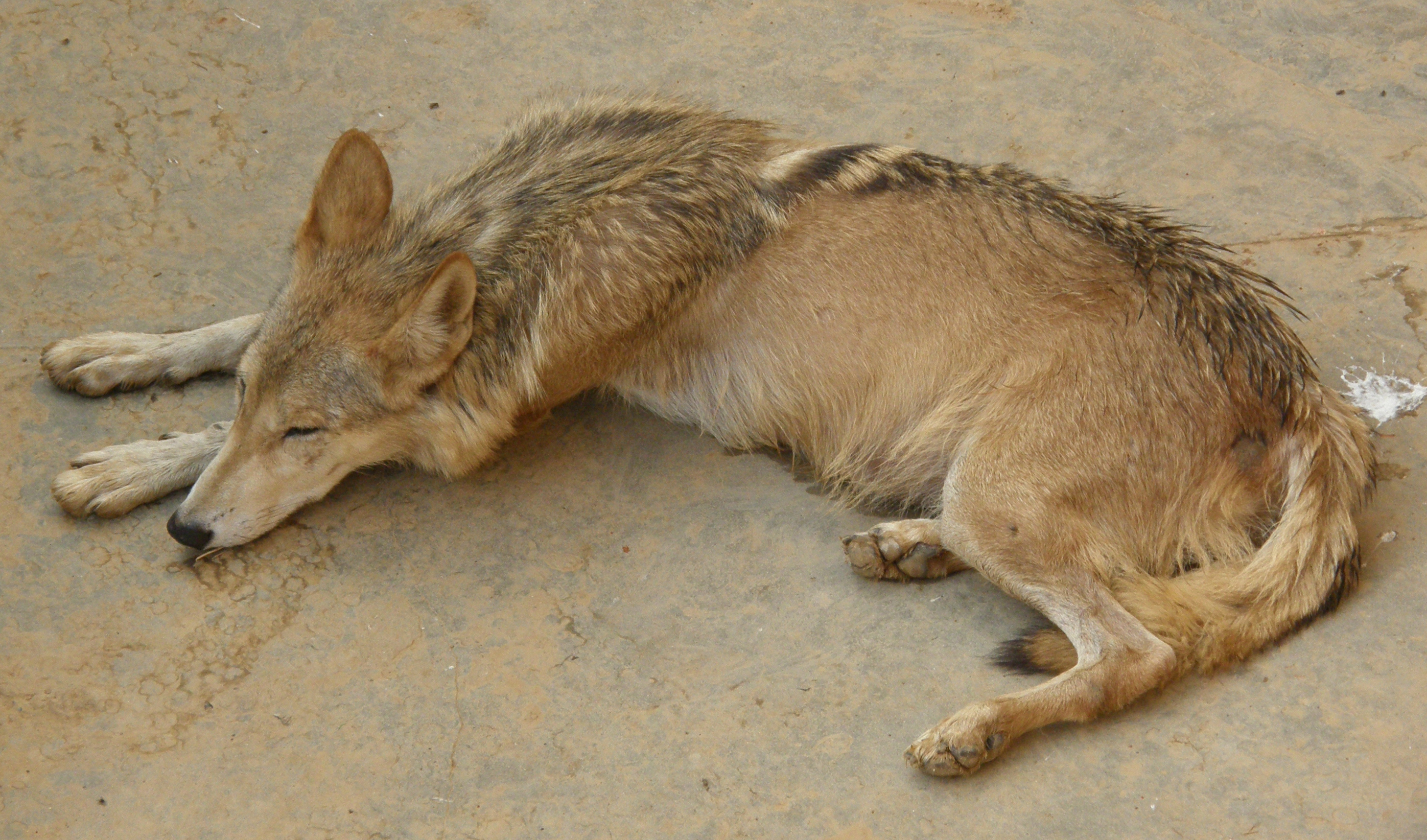
Indischer Wolf

Der Indische Wolf ist im Vergleich zu nördlicher lebenden Wölfen etwas hagerer und stellt eine der kleinsten Unterarten dar. Seine Körperlänge beträgt in der Regel um die 90 cm, die Schulterhöhe liegt durchschnittlich bei 66 cm. Die Rutenlänge beträgt ca. 44 cm. Das Gewicht liegt zwischen 15 und 20 kg. Sein Fell ist typischerweise gelbbraun, sandfarben oder rötlich gefärbt und sehr kurz und dicht.

## Vorkommen
Der Indische Wolf bewohnt die Ebenen Vorderindiens von Bengalen und Sindh bis Karnataka im Süden sowie Vorderasien von Pakistan bis Mesopotamien und Nordarabien im Westen.
In Indien bewohnt er aride Gebiete wie die Halbwüsten Gujarats mit nur 300 mm Jahresniederschlag ebenso wie Gebiete mit etwa 1500 mm Jahresniederschlag in Bihar und Orissa.

## Gefährdung und Schutz
Der Indische Wolf ist heute selten geworden und gilt als stark gefährdet. Sein Rückgang wird vor allem auf das Verschwinden seiner natürlichen Beutetiere zurückgeführt. Er steht in Indien seit 1972 unter Schutz.
Wölfe kommen in Indien noch in isolierten Gebieten der Staaten Andhra Pradesh, Karnataka, Maharashtra, Madhya Pradesh, Gujarat, Rajasthan, Orissa, Bihar, Westbengalen, Uttar Pradesh und Haryana vor. Unterschiedliche Schätzungen aus den 1980er und 1990er Jahren gehen von 500 bis 3000 Wölfen auf der gesamten Indischen Halbinsel aus, wobei die unteren Schätzwerte wohl zu niedrig gegriffen sind. Die meisten Wölfe leben in Indien in trockenen Gebieten außerhalb von Schutzgebieten und ernähren sich vorwiegend von Haustieren. In Gebieten, in denen natürliche Beutetiere wie Hirschziegenantilopen noch häufig sind, etwa im Blackbuck-Nationalpark, ziehen sie allerdings natürliche Beutetiere vor.
Der Indische Wolf konkurriert mit dem Tiger und kommt daher nicht häufig in Tigerreservaten vor. Auch bevorzugt er anders als der Tiger offene Lebensräume. Eine jüngere Studie konnte allerdings relativ häufig Indische Wölfe in vergleichsweise offenen Arealen oder den Pufferzonen verschiedener Tigerschutzgebiete nachweisen, in denen die großen Katzen seltener auftreten. Dazu zählen Mukundara, Kawal, Udanti-Sitanadi, Melghat, Panna, Palamau, Bor, Kanha, Satpura und Pench. Schutzgebiete, die explizit für den Wolf ausgewiesen wurden, sind Mahuadanr, Hazaribagh, Gandhi Sagar und Nauradehi.

## Wolf und Mensch
Aufgrund der Tatsache, dass der Indische Wolf Jagd auf Haustiere von Menschen macht, kommt es häufig zu Konfrontationen. Dabei kommt es immer wieder zu Angriffen von Wölfen auf Menschen, meistens Kinder und alte Menschen. Zwischen April 1993 und April 1995 wurden 80 Kinder von fünf verschiedenen Wolfsrudeln angegriffen, wobei nur 20 Kinder gerettet wurden. Primär wurden die Kinder im Sommer in Siedlungsnähe angegriffen. Aufgrund seiner Nahrung hat der Wolf ein aggressives Futterverhalten gegenüber dem Menschen entwickelt.